# Teuhtli
Teuhtli – nieczynny wulkan typu hawajskiego, położony w południowej części meksykańskiego Dystryktu Federalnego, o wysokości 2710 metrów.
Wulkan umieszczony jest w północno-wschodniej części łańcucha górskiego Chichinautzin. Oddziela strefę Xochimilco od doliny Milpa Alta.